# Kékpapír

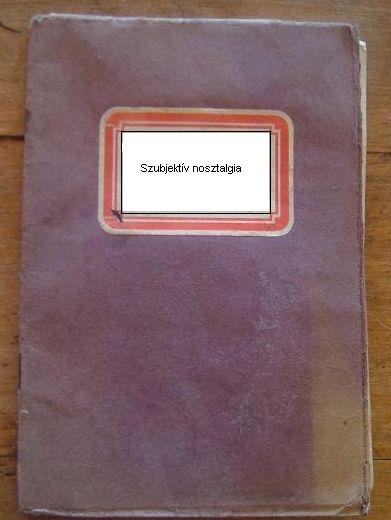
Indigókék füzetborító

A kékpapír iskolai tanszerek (füzetek és tankönyvek) csomagolására („bekötésére“) használták az 1950-es, 1960-as és 1970-es években. Feltehetőleg B/1 méretben volt beszerezhető. A korra jellemző volt a piros csíkos címke, amit ráragasztottak. (Ezt vignettának hívták, ragadását a bélyegekéhez hasonló gumizással biztosították, amely nedvességgel érintkezve vált ragadóssá.) Voltak iskolák, ahol az egész osztálynak ilyen volt a füzetcsomagolása. Jellemzően a tankönyveket is be kellett vonni vele.
Habár a kékpapír is fényérzékeny volt – vagyis idővel a napon kifakult –, gyakran használták fényvédelemre is, belülről az ablaküvegekre ragasztva kánikulai napokon.
A nyolcvanas évek elején kivonták a forgalomból, a nejlonborító és a színes ofszetpapír kiszorította.
A kékpapír a korszak messze legjellemzőbb füzet-csomagolópapírja volt. Kivonása idején indokolttá vált a csomagoló barna színének kihangsúlyozása.